# Lethrus splendidus
Lethrus splendidus är en skalbaggsart som beskrevs av Semenov och Medvedev 1935. Lethrus splendidus ingår i släktet Lethrus och familjen tordyvlar. Inga underarter finns listade i Catalogue of Life.